# Фадеево (Вологодская область)
Фадеево — деревня в Кадуйском районе Вологодской области.
Входит в состав Никольского сельского поселения, с точки зрения административно-территориального деления — в Никольский сельсовет.
Расположена на правом берегу реки Шулма. Расстояние по автодороге до районного центра Кадуя — 26 км, до центра муниципального образования села Никольское — 2 км. Ближайшие населённые пункты — Анненская, Вахонькино, Завод, Лукьяново, Никольское, Пречистое, Смешково, Стан, Туровино, Чурово.
По переписи 2002 года население — 2 человека.